# Dmitri Jurjewitsch Grigorjew

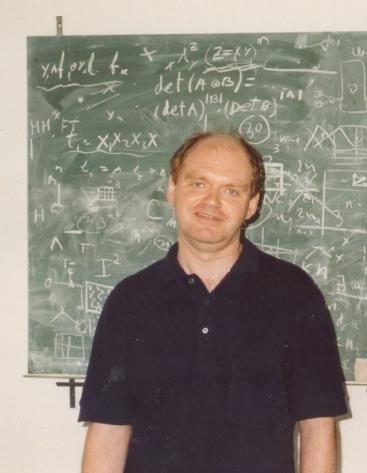
Dima Grigoriev 2009

Dmitri Jurjewitsch Grigorjew, russisch Дмитрий Юрьевич Григорьев, englische Transkription Dmitri Yurievich Grigoriev oder Grigor'ev, genannt Dima Grigoriev, (* 10. Mai 1954 in Leningrad) ist ein russischer Mathematiker und Informatiker, der seit den 1990er Jahren in den USA und Frankreich lebt und forscht. Er befasst sich mit Algebraischer Geometrie, Komplexitätstheorie, algebraischer Kryptographie und Computeralgebra.
Grigoriev studierte an der Staatlichen Universität Leningrad mit dem Diplom 1976 und war dann am Steklow-Institut in Leningrad (LOMI) tätig. Dort wurde er 1979 bei Anatol Slissenko promoviert (Kandidatentitel, Dissertation: Multiplikative Komplexität einer Familie bilinearer Formen (Russisch))  und habilitierte (russischer Doktortitel) sich 1985   mit der Arbeit Komplexität in Polynom-Algebren (Russisch). 1988 bis 1992 leitete er das Labor für algorithmische Methoden am Steklow-Institut in Leningrad. 1992 bis 1998 war er Professor an der Penn State University. Ab 1998 war er Forschungsdirektor des CNRS an der Universität Rennes I und ab 2008 an der Universität Lille 1.
Er war auch Gastwissenschaftler an der Universität Bonn und am Max-Planck-Institut für Mathematik in Bonn.
1984 erhielt er den Preis der Leningrader Mathematischen Gesellschaft, 1994 den Max-Planck-Forschungspreis und 2002 den Humboldt-Forschungspreis, aufgrund dessen er  bei Ulrich Trottenberg am Fraunhofer-Institut für Algorithmen und Wissenschaftliches Rechnen (SCAI) forschte. 1986 war er eingeladener Sprecher auf dem Internationalen Mathematikerkongress in Berkeley (Computational complexity in polynomial algebra).
Er ist Mitglied des Herausgebergremiums des Journal of Computational Complexity.
Seine Erdős-Zahl ist 2 aufgrund gemeinsamer Publikationen mit Andrew Odlyzko.

## Schriften (Auswahl)
- mit N. Vorobjov: Solving systems of polynomial inequalities in subexponential time, J. Symb. Computation, Band 5, 1988, S. 37–64
- Complexity of deciding Tarski algebra, J. Symb. Computation, Band 5, 1988, S. 65–108.
- mit D. Mount, L. Babai: Isomorphism of graphs with bounded eigenvalue multiplicity, 14. ACM Symp. Theory of Computing, 1982, S. 310–324
- mit M. Karpinski, M. F. Singer: Fast parallel algorithms for sparse multivariate polynomial interpolation over finite fields, SIAM J. Computing, Band 19, 1982, S. 1059–1063
- mit A. Slissenko: Computing Minimum-Link Path in a Homotopy Class amidst Semi-Algebraic Obstacles in the Plane, St. Petersburg Math. J., Band 10, 1999, S. 315–332